# Civil War (Lied)
Civil War [ˈsɪvəl ˈwɔ:r] ist ein Lied der US-amerikanischen Rockband Guns N’ Roses. Die Ballade erschien 1990 auf dem Sampler Nobody’s Child: Romanian Angel Appeal und 1991 auf dem Album Use Your Illusion II.

## Entstehung und Veröffentlichung
Das Lied wurde von den Guns-N’-Roses-Mitgliedern Saul Hudson (Slash), Duff McKagan, Dizzy Reed, Axl Rose, Matt Sorum und Izzy Stradlin geschrieben beziehungsweise komponiert. Nach Aussage Slashs sei es zunächst ein Instrumental gewesen, das er komponiert habe, bevor die Band nach Japan zu ihrer Appetite-for-Destruction-Tour aufbrach. Axl Rose schrieb den ersten Liedtext, die Ausarbeitung erfolgte während eines Soundchecks im australischen Melbourne. Die Band zeichnete darüber hinaus mit Mike Clink für die Produktion verantwortlich.
Die Erstveröffentlichung von Civil War erfolgte als Teil des Samplers Nobody’s Child: Romanian Angel Appeal am 23. Juli 1990. Am 30. Juni 1991 erschien das Lied zunächst als B-Seite zu You Could Be Mine sowie am 17. September 1991 als Teil des Studioalbums Use Your Illusion II. Nachdem Civil War am 8. März 1992 als B-Seite eine limitierten Ausführung zu November Rain erschien, wurde es schließlich am 3. Mai 1993 als vierte und letzte Single aus Use Your Illusion II ausgekoppelt.

## Inhalt
Das Protestlied gegen Krieg bezieht sich darauf, dass alle Kriege in gewisser Weise Bürgerkriege sind, da sie „die Reichen füttern und die Armen begraben“. Es beginnt mit einem Audiosample von Strother Martin aus dem US-amerikanischen Spielfilm Cool Hand Luke von 1967: „What we’ve got here is… failure to communicate. Some men you just can’t reach. So you get what we had here last week, which is the way he wants it… well, he gets it. I don’t like it any more than you men.“ (deutsch: „Was wir hier haben ist… ein Scheitern zu kommunizieren. Einige Männer kann man einfach nicht erreichen. Deshalb bekommst du, was wir hier letzte Woche hatten, was die Art ist, wie er es haben möchte… nun, er kriegt es. Ich mag es genauso wenig wie ihr.“)
Im Mittelteil wird ein junger Offizier der peruanischen Terrororganisation „Leuchtender Pfad“ zitiert: „We practice selective annihilation of mayors and government officials, for example, to create a vacuum, then we fill that vacuum. As popular war advances, peace is closer.“ (deutsch: „Wir praktizieren die selektive Vernichtung der Bürgermeister und Regierungsbeamten, um ein Vakuum zu erzeugen, das wir dann füllen. Je weiter der Volkskrieg voranschreitet, desto näher ist der Frieden.“)
Das Lied verwendet ein Lied aus dem Sezessionskrieg mit dem Titel When Johnny Comes Marching Home, gepfiffen von Axl Rose während des Intro und Outro. Am Ende des Liedes fragt Axl Rose rhetorisch „What’s so civil about war, anyway?“.

## Besetzung
- Steven Adler – Schlagzeug
- Duff McKagan – E-Bass, Begleitgesang, Produktion
- Dizzy Reed – Klavier, Begleitgesang, Produktion
- Axl Rose – Leadgesang, Pfeifen, Produktion
- Slash – Akustikgitarre, Leadgitarre, Produktion
- Izzy Stradlin – Begleitgesang, Rhythmusgitarre, Produktion

## Kommerzieller Erfolg

### Chartplatzierungen
| ChartsChartplatzierungen     | Höchstplatzierung | Wochen |
| ---------------------------- | ----------------- | ------ |
| Vereinigtes Königreich (OCC) | 11 (3 Wo.)        | 3      |

### Auszeichnungen für Musikverkäufe
| Land/Region                  | Auszeichnungen für Musikverkäufe (Land/Region, Auszeichnung, Verkäufe) | Verkäufe |
| ---------------------------- | ---------------------------------------------------------------------- | -------- |
| Australien (ARIA)            | Gold                                                                   | 35.000   |
| Vereinigtes Königreich (BPI) | Silber                                                                 | 200.000  |
| Insgesamt                    | 1× Silber · 1× Gold ·                                                  | 235.000  |

Hauptartikel: Guns N’ Roses/Auszeichnungen für Musikverkäufe